# Teofil Simionovici
Teofil Simionovici, též Theophil Simionovici (7. července 1864 Căbești – 1. června 1935 Černovice), byl rakouský právník a politik rumunské národnosti z Bukoviny, na počátku 20. století poslanec Říšské rady.

## Biografie
Působil jako právník a politik. Byl radou zemského soudu v Černovicích. Zasedal coby poslanec Bukovinského zemského sněmu. Jako zemský poslanec se uváděn již roku 1906.
Působil i jako poslanec Říšské rady (celostátního parlamentu Předlitavska), kam usedl ve volbách do Říšské rady roku 1907, konaných poprvé podle všeobecného a rovného volebního práva. Byl zvolen za obvod Bukovina 13. Mandát obhájil ve volbách do Říšské rady roku 1911. Byl místopředsedou sněmovny v jejím XXII. zasedání.
Ve volbách roku 1907 je zmiňován jako rumunský národní kandidát. Po volbách roku 1907 i roku 1911 byl uváděn coby člen poslaneckého Rumunského klubu.